# Ариас, Альфредо
Альфре́до А́риас (исп. Alfredo Arias, 4 марта 1944, Ланус, провинция Буэнос-Айрес) — аргентинский и французский театральный режиссёр, актёр, драматург, организатор театральной труппы TSE.

## Биография и творчество
Начиная с 1966 года вместе с труппой TSE поставил в Буэнос-Айресе несколько спектаклей. В 1970 переехал с ней во Францию. Первые же его постановки оригинальностью сценического языка привлекли внимание публики и критики во Франции и в Италии.
В 1985 стал директором Городского театра Обервилье (департамент Сена-Сен-Дени), где работал шесть лет, сотрудничал с Копи, ставил пьесы Гольдони, Мариво, Мериме, Метерлинка и др. Большой успех имели его постановки шекспировской Бури на театральном фестивале в Авиньоне (1986) и шницлеровского Хоровода в парижском Театре Одеон (1987), а также работы 1990-2000-х годов, обновившие образный язык французской сцены соединением сценического диалога с музыкой и танцем, элементами мюзик-холла и эстрадного обозрения, нередко травестированными в пародийном ключе (Мортадела, по собственной драме; Дама с камелиями, по Дюма-сыну; Огненный дождь, по Сильвине Окампо и др.).
Известен также оперными постановками во Франции, Италии, Испании, Аргентине (Галантная Индия Рамо, Севильский цирюльник Россини, Похождения повесы Стравинского, Сосцы Тиресия Пуленка, Сон в летнюю ночь и Смерть в Венеции Бриттена, Бомарцо Альберто Хинастеры и др.).
Как актер исполнял женские роли в Служанках Жене (Мадам) и Госпоже Сад Юкио Мисимы. Поставил несколько фильмов и сам снимался в кино.
Кроме пьес, написал роман, издана также книга его бесед о театре.

## Избранные театральные постановки
- 1970: Эва Перон Копи
- 1977 : Сердечные огорчения английской кошки, спектакль масок по новелле Бальзака из коллективного сборника Сцены частной и общественной жизни животных и гравюрам Гранвиля (Театр Жерара Филипа)
- 1984 : Сидящая женщина Копи (Théâtre des Mathurins)
- 1986 : Буря Шекспира (Авиньонский фестиваль)
- 1987 : Хоровод Шницлера (Театр Одеон)
- 1990 : Лестницы Сакре-Кёр Копи (Городской театр Обервилье)
- 1992 : Мортадела, по собственной драме (Театр Монпарнас)
- 1993 : Продувная бестия Копи (Théâtre national de la Colline)
- 2000 : Дама с камелиями по Дюма-сыну (Театр Мариньи, в главной роли — Изабель Аджани)
- 2001 : Служанки Жана Жене (с участием Марилу Марини, Лоры Дютийёль и собственным участием; Théâtre de l’Athénée, Théâtre des Bouffes-Parisiens)
- 2004 : Госпожа Сад Юкио Мисимы (Национальный театр в Шайо)
- 2005 : Mambo Mistico, либретто А.Ариаса (Национальный театр в Шайо)
- 2010 : Птицы Аристофана (Комеди Франсез)
- 2011 : Трюизмы, по роману Мари Даррьёсек (Théâtre du Rond-Point)

## Книги
- Folies Fantômes, mémoires imaginaires. Paris: Éditions du Seuil, 1997 (автобиографический роман)
- L'Écriture retrouvée, entretiens d’Alfredo Arias avec Hervé Pons, souvenirs. Monaco: Éditions du Rocher, 2008 (беседы о театре)

## Признание
Почетная премия Мольер (2003) и др. премии. Командор Ордена искусств и литературы.